# Løvel Sogn
Løvel Sogn er et sogn i Viborg Østre Provsti (Viborg Stift).
I 1800-tallet var Løvel Sogn og Pederstrup Sogn annekser til Rødding Sogn. Alle 3 sogne hørte til Nørlyng Herred i Viborg Amt. Rødding-Løvel-Pederstrup sognekommune blev ved kommunalreformen i 1970 indlemmet i Tjele Kommune, som ved strukturreformen i 2007 indgik i Viborg Kommune.
I Løvel Sogn ligger Løvel Kirke.
I sognet findes følgende autoriserede stednavne:
- Havris (bebyggelse)
- Kistrup (bebyggelse, ejerlav)
- Kistrup Hede (bebyggelse)
- Løvel (bebyggelse, ejerlav)
- Stordal (Tjele) (bebyggelse)
- Åstrup (bebyggelse, ejerlav)